# Paralaeospira aggregata
Paralaeospira aggregata är en ringmaskart som först beskrevs av Maurice Caullery och Mesnil 1897.  Paralaeospira aggregata ingår i släktet Paralaeospira och familjen Serpulidae. Inga underarter finns listade i Catalogue of Life.